# Андреев, Фёдор Владимирович
Фёдор Влади́мирович Андре́ев (род. 2 марта 1982 года в Москве, СССР) — российский и канадский фигурист. Канаду представлял в одиночном катании, был бронзовым призёром чемпионата Канады. Позже, перешёл в танцы на льду и под российский флаг, составив пару с Яной Хохловой. В 2011 году завершил карьеру из-за травмы.

## Биография
Родился в Москве. В Канаду переехал вместе со своей матерью Мариной Зуевой и отчимом Алексеем Четверухиным в 1991 году. Под их руководством начал заниматься фигурным катанием. В 1999 году стал чемпионом Канады среди юниоров. В следующем сезоне неоднократно становился призёром этапов юниорских Гран-при. В сезоне 2002—2003 стал бронзовым призёром чемпионата Канады и турнира Nebelhorn Trophy. В том же году рассматривался его переход в парное катание, в партнёрши ему пробовали Дженнифер Кирк, но дуэта с ней не получилось. Из-за травмы спины, которую он получил разучивая прыжок в 4 оборота, Фёдор принял решение о завершении карьеры фигуриста и решил попробовать себя в автогонках, также подрабатывал в качестве модели. В сезоне 2007—2008 вернулся в фигурное катание и приступил к тренировкам под руководством Ричарда Кэллагана. На чемпионате Канады в 2008 году он занял 8-е место, в 2009 стал 9-м. В том же сезоне Фёдор принял решение выступать за Азербайджан и представлять эту страну на чемпионате мира 2009, но из-за задержки оформления необходимых документов эта идея в жизнь не воплотилась.
Некоторое время Фёдор помогал своёй матери в тренировках танцевальных дуэтов. В мае 2010 года на просмотр в группу его матери и Игоря Шпильбанда приехала Яна Хохлова, которую тренерский тандем поставил в пару сначала с литовцем Дейвидасом Стагнюнасом, а позже с Фёдором. Видеозаписи с программами фигуристов были отправлены в Россию, где тренерский совет в лице Александра Горшкова, Аллы Шеховцовой, Олега Овсянникова и Татьяны Тарасовой выбрал для Яны в качестве партнёра Ф. Андреева. 28 мая 2010 года о существовании пары Хохлова/Андреев было объявлено официально. Фигуристы тренировались в Кантоне, штат Мичиган, у тренерского тандема Зуева/Шпильбанд в «The Arctic Figure Skating Club» и представляли Россию.
Их первым международным стартом стал в декабре 2010 года турнир «Золотой конёк Загреба», на котором они заняли 5-е место. Затем они стали четвертыми на чемпионате России, не пробившись в состав сборной для участия в чемпионатах Европы и мира. В оставшуюся часть сезона соревновались на турнирах категории «В», где занимали призовые места.
В июне 2011 года Андреев повредил колено, неудачно упав на тренировке. Позже выяснилось, что травма достаточно серьёзная, спортсмену предстоит операция, а в сентябре 2011 года стало понятно, что Фёдор не сможет продолжить карьеру в большом спорте.

## Программы
(с Я.Хохловой)
| Сезон     | Короткий танец                                                     | Произвольный танец       | Показательные выступления                                                       |
| --------- | ------------------------------------------------------------------ | ------------------------ | ------------------------------------------------------------------------------- |
| 2009—2010 | Первый бал Наташи Ростовой из оперы «Война и мир» Сергей Прокофьев | «Abbey Road» The Beatles | Романс «Я тебя никогда не забуду» из рок-оперы «Юнона и Авось» Алексей Рыбников |

(в одиночном катании)
| Сезон     | Короткая программа           | Произвольная программа             |
| --------- | ---------------------------- | ---------------------------------- |
| 2009—2010 | «Little Wing» Джими Хендрикс | Скрипичный концерт П.И. Чайковский |
| 2008—2009 | «Little Wing» Джими Хендрикс | Скрипичный концерт П.И. Чайковский |
| 2007—2008 | Diva Mia                     | Танго                              |
| 2004—2005 | «La Rosa» Alexandro Sofina   | «Tango Symphonic» Астор Пьяццолла  |

## Спортивные достижения

### Результаты в танцах на льду
(с Я. Хохловой)
| Соревнования          | 2010—2011 |
| --------------------- | --------- |
| Чемпионаты России     | 4         |
| Золотой конёк Загреба | 5         |
| Bavarian Open         | 2         |
| Mont Blanc Trophy     | 2         |

### Результаты в одиночном катании
| Соревнования                          | 1998—99 | 1999—00 | 2000—01 | 2001—02 | 2002—03 | 2003—04 | 2004—05 | 2007—08 | 2008—09 |
| ------------------------------------- | ------- | ------- | ------- | ------- | ------- | ------- | ------- | ------- | ------- |
| Чемпионаты четырёх континентов        |         |         |         |         | 9       |         | WD      |         |         |
| Чемпионаты мира среди юниоров         | 8       | 7       |         |         |         |         |         |         |         |
| Чемпионаты Канады                     | 1J.     | 5       | 6       | 6       | 3       | 4       | 6       | 8       | 9       |
| Skate Canada                          |         |         | 6       |         |         | 11      |         |         |         |
| Trophee Lalique                       |         |         |         |         |         | 7       |         |         |         |
| Skate America                         |         |         |         | 11      |         |         |         |         |         |
| Cup of Russia                         |         |         | 9       |         |         |         |         |         |         |
| Finlandia Trophy                      |         |         |         |         | 6       |         |         |         |         |
| Nebelhorn Trophy                      |         | 15      |         |         | 3       |         |         |         |         |
| Финалы юниорского Гран-при            |         | 3       |         |         |         |         |         |         |         |
| Этапы юниорского Гран-при, Нидерланды |         | 1       |         |         |         |         |         |         |         |
| Этапы юниорского Гран-при, Чехия      |         | 1       |         |         |         |         |         |         |         |
| Этапы юниорского Гран-при, Мексика    | 4       |         |         |         |         |         |         |         |         |

- J = юниорский уровень; WD = снялся с соревнований
- Андреев не участвовал в соревнованиях в сезонах 2005—2006 и 2006—2007 годов.